# ネイチャー フィジクス
ネイチャー フィジクス（英: Nature Physics）は、Nature Publishing Groupが毎月発行している国際科学学術雑誌である。
純粋物理学と応用物理学の全研究領域をカバーしており、物理学の中心的領域に限らず、物理学の範疇から多少かけ離れたトピックにおいても幅広く対象としている。ネイチャー同様、原著論文の他に論文の紹介記事や書評なども掲載される。